# ليدفاي فيلتن
ليدفاي فيلتن (مواليد 16 يوليو 1990) هي لاعبة هوكي الحقل هولندية،. فازت مع منتخب هولندا بالميدالية الذهبية في أولمبياد 2008، 2012 و2020 وبالفضية في 2016.

## وصلات خارجية
- ليدفاي فيلتن على موقع الاتحاد الدولي للهوكي (الإنجليزية)
- ليدفاي فيلتن على موقع اللجنة الأولمبية الدولية (الإنجليزية)
- ليدفاي فيلتن على موقع أوليمبيديا (الإنجليزية)
- ليدفاي فيلتن على موقع تيم أن.أل (الهولندية)